# Ана Коракаки
Ана Коракаки (Драма, 8. април 1996), је грчка спортисткиња која се такмичи у стрељаштву. На Олимпијским играма у Рио де Жанеиру са само двадесет година освојила је две медаље, злато у малокалибарском пиштољу и бронзу у ваздушном пиштољу. На Олимпијским играма младих 2014. била је бронзана.

## Каријера
Представљала је Грчку на Летњим олимпијским играма 2016. године, освојивши златну медаљу у дисциплини пуцање из пиштоља на 25 метара и бронзану медаљу у дисциплини гађање ваздушним пиштољем од 10 метара. Златна медаља коју је освојила за Грчку уследила је након паузе од последње златне медаље освојене за Грчку, на Летњим олимпијским играма 2004. године. Њене олимпијске одлике укључују: била је прва Гркиња у свом првом наступу на Олимпијади (тада са 20 година) која је освојила више олимпијских медаља за Грчку на истој Олимпијади, славу коју је последњи пут постигао грчки олимпијски спортиста 1912. Летње олимпијске игре са Константиносом Циклитирасом. У дисциплини пиштољем на 25 метара, Коракаки из Грчке и Моника Карш из Немачке су се такмичиле за златну медаљу, при чему би свака држала нерешено или вођство у свакој наредној рунди, а Коракаки је на крају победила Каршову. Она је победила у три рунде и тако добила вођство од 6–0, тада је немачка ривалка победила у наредне три рунде и тако довела до нерешеног резултата 6–6. У наредној рунди, Немачка је промашила 1. и 3. шут од 5 хитаца, а Коракаки је промашила свој 4. хитац, али је погодила свој 5. хитац и победила са 8–6, узела злато тако што је избегла изједначење.